# Чемпионат мира по горнолыжному спорту 2023
47-й чемпионат мира по горнолыжному спорту (англ. FIS Alpine World Ski Championships 2023) проходил во французском Куршевеле и соседнем Мерибеле с 5 по 19 февраля 2023 года. Титульный спонсор чемпионата — Audi.
Все мужские дисциплины, кроме параллельного гигантского слалома, прошли в Куршевеле, а женские дисциплины, а также личные и командные соревнования в параллельном гигантском слаломе — в Мерибеле.

## Общая информация
Место проведения было определено конгрессом FIS в Коста-Наварино, в Греции, в мае 2018 года. Заявка Куршевеля и Мерибеля победила австрийский Зальбах-Хинтерглемм со счётом 9-6.
Те же два города уже принимали лыжную часть зимних Олимпийских игр 1992 года. В Куршевеле состоялись соревнования по прыжкам с трамплина и двоеборью, а Мерибель стал местом проведения соревнований по горнолыжному спорту среди женщин.
В зависимости от дисциплины и пола каждая национальная федерация лыжного спорта может выдвинуть четырех спортсменов. Действующий чемпион мира в соответствующей дисциплине допускается в качестве пятого спортсмена. Кроме того, каждый участник должен иметь менее 80 баллов FIS.
На чемпионате мира было разыграно 13 комплектов наград. Программа соревнований не изменилась после 2021 года.
Медали завоевали представители 9 стран, в том числе 7 стран выиграли как минимум одно золото. Швейцарцы стали лидерами по золотым медалям (3), а по общему количеству первое место заняли норвежцы (9). Сборная Австрии впервые с 1987 года не выиграла на чемпионате мира ни одной золотой медали. На чемпионате мира 2021 года австрийцы были лучшими с 5 золотыми медалями.
Лидер Кубка мира Марко Одерматт стал чемпионом в скоростном спуске и гигантском слаломе, он стал единственным, кто выиграл более одной золотой медали. При этом в скоростном спуске Одерматт ни разу не побеждал на этапах Кубка мира до начала чемпионата мира.
Алексис Пентюро стал 10-м горнолыжником-мужчиной в истории, выигравшим за карьеру не менее 8 медалей на чемпионатах мира. Он выиграл как минимум одну медаль на пятом чемпионате мира подряд.

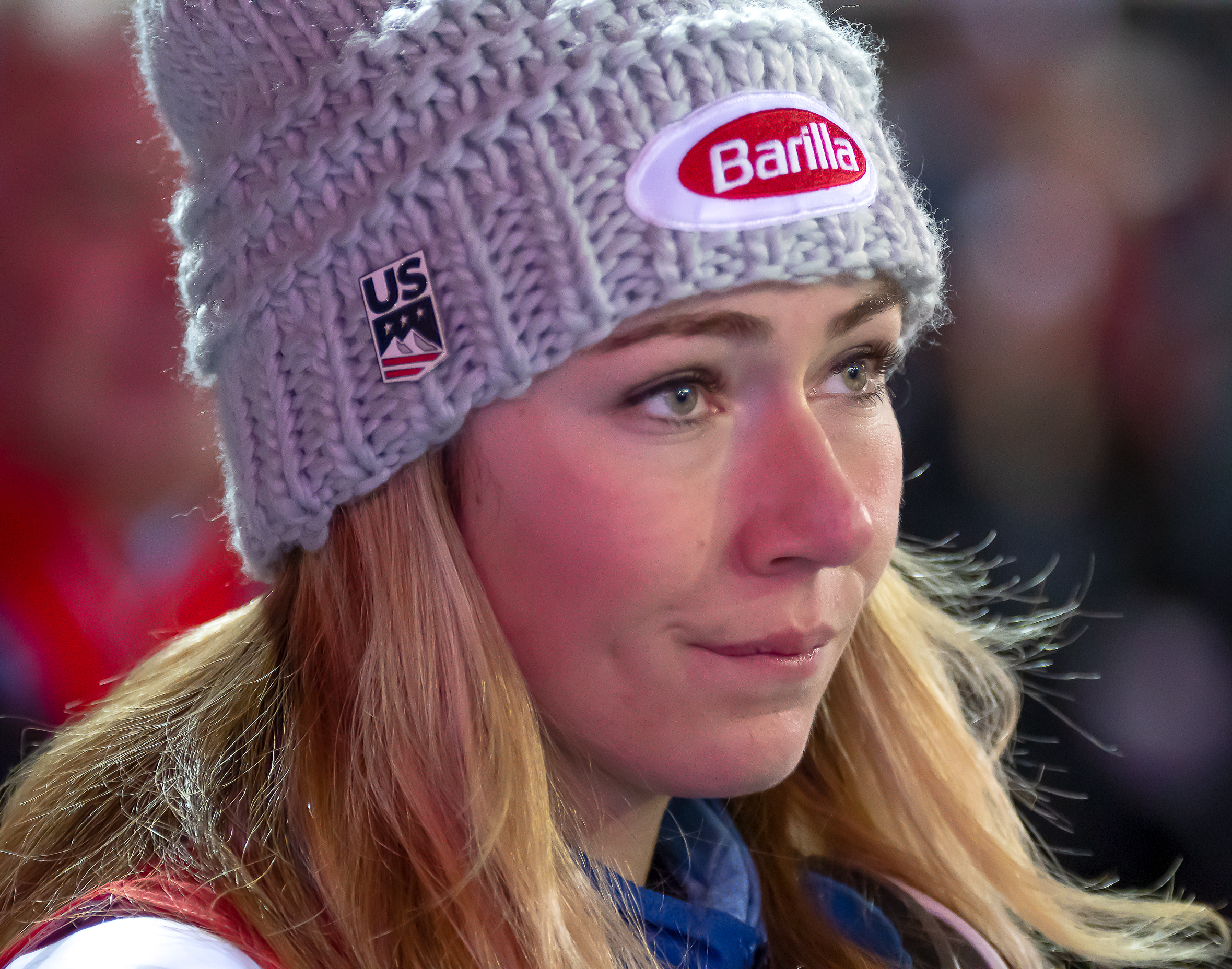
Микаэла Шиффрин стала 7-кратной чемпионкой мира, победив в гигантском слаломе

Микаэла Шиффрин завоевала три медали и довела общее количество своих наград на чемпионатах мира до 14. Это второе место в истории среди мужчин и женщин, больше (15) было только у немки Кристль Кранц, выступавшей до Второй мировой войны, когда чемпионаты мира проходили каждый год. Шиффрин выиграла как минимум одно золото на шестом чемпионате мира подряд. В слаломе Шиффрин выиграла медаль на 6-м чемпионате мира подряд (рекорд во всех дисциплинах в истории чемпионатов мира), а в гигантском слаломе — на четвёртом. При этом в слаломе Шиффрин, которая уверенно лидировала после первого спуска, грубо ошиблась во второй попытке и заняла в итоге второе место, а золото сенсационно выиграла 28-летняя канадка Лоранс Сен-Жермен, которая никогда не поднималась в слаломе выше шестого места на этапах Кубка мира.
В мужском слаломе второе место занял 28-летний Александрос Гиннис, это первая в истории медаль Греции на чемпионатах мира по горнолыжному спорту. Гиннис, ранее выступавший за США, за всю карьеру только 4 раза набирал очки в Кубке мира, но при этом сенсационно стал вторым в слаломе на последнем этапе Кубка мира до чемпионата мира.

## Медалисты

### Мужчины
Все соревнования в Куршевеле, параллельный гигантский слалом — в Мерибеле
| Дисциплина                                   | Дата       | Золото                        | Серебро                          | Бронза                    |
| Скоростной спуск см. подробнее               | 12 февраля | Марко Одерматт Швейцария      | Александер Омодт Кильде Норвегия | Кэмерон Александер Канада |
| Супергигант см. подробнее                    | 9 февраля  | Джеймс Кроуфорд Канада        | Александер Омодт Кильде Норвегия | Алексис Пентюро Франция   |
| Гигантский слалом см. подробнее              | 17 февраля | Марко Одерматт Швейцария      | Лоик Мейяр Швейцария             | Марко Шварц Австрия       |
| Слалом см. подробнее                         | 19 февраля | Хенрик Кристофферсен Норвегия | Александрос Гиннис Греция        | Алекс Винатцер Италия     |
| Комбинация см. подробнее                     | 7 февраля  | Алексис Пентюро Франция       | Марко Шварц Австрия              | Рафаэль Хазер Австрия     |
| Параллельный гигантский слалом см. подробнее | 15 февраля | Александер Шмид Германия      | Доминик Рашнер Австрия           | Тимон Хёуган Норвегия     |

### Женщины
Все соревнования в Мерибеле
| Дисциплина                                   | Дата       | Золото                        | Серебро                   | Бронза                         |
| Скоростной спуск см. подробнее               | 11 февраля | Ясмин Флури Швейцария         | Нина Ортлиб Австрия       | Коринн Зутер Швейцария         |
| Супергигант см. подробнее                    | 8 февраля  | Марта Бассино Италия          | Микаэла Шиффрин США       | Корнелия Хюттер Австрия        |
| Супергигант см. подробнее                    | 8 февраля  | Марта Бассино Италия          | Микаэла Шиффрин США       | Кайса Викхофф Ли Норвегия      |
| Гигантский слалом см. подробнее              | 16 февраля | Микаэла Шиффрин США           | Федерика Бриньоне Италия  | Рагнхильд Мовинкель Норвегия   |
| Слалом см. подробнее                         | 18 февраля | Лоранс Сен-Жермен Канада      | Микаэла Шиффрин США       | Лена Дюрр Германия             |
| Комбинация см. подробнее                     | 6 февраля  | Федерика Бриньоне Италия      | Венди Хольденер Швейцария | Рикарда Хазер Австрия          |
| Параллельный гигантский слалом см. подробнее | 15 февраля | Мария Тереза Твиберг Норвегия | Венди Хольденер Швейцария | Теа Луиза Стьернесунн Норвегия |

### Команды
Соревнования в Мерибеле

Курсивом выделены запасные, ни разу не выходившие на старт во время командного первенства
| Дисциплина                         | Дата       | Золото                                                                                       | Серебро | Бронза                                                            |
| Командное первенство см. подробнее | 14 февраля | США · Нина О’Брайен · Пола Молтцан · Томми Форд · Ривер Радамус · Кэти Хенсиен · Люк Уинтерс | Норвегия · Кристин Люсдаль · Теа Луиза Стьернесунн · Мария Тереза Твиберг · Тимон Хёуган · Александер Стеэн Ольсен · Лейф Кр. Нествольд-Хёуген | Канада · Валери Гренье · Бритт Ричардсон · Джеффри Рид · Эрик Рид |

### Общее количество медалей
*   Принимающая страна (Франция)
| Место          | Страна         | Золото | Серебро | Бронза | Всего |
| -------------- | -------------- | ------ | ------- | ------ | ----- |
| 1              | Швейцария      | 3      | 3       | 1      | 7     |
| 2              | Норвегия       | 2      | 3       | 4      | 9     |
| 3              | США            | 2      | 2       | 0      | 4     |
| 4              | Италия         | 2      | 1       | 1      | 4     |
| 5              | Канада         | 2      | 0       | 2      | 4     |
| 6              | Германия       | 1      | 0       | 1      | 2     |
| 6              | Франция*       | 1      | 0       | 1      | 2     |
| 8              | Австрия        | 0      | 3       | 4      | 7     |
| 9              | Греция         | 0      | 1       | 0      | 1     |
| Всего стран: 9 | Всего стран: 9 | 13     | 13      | 14     | 40    |